# Президентская кампания Максима Сурайкина (2018)
Президентская кампания Максима Александровича Сурайкина — предвыборная кампания кандидата в президенты от партии «Коммунисты России» на выборах президента России 2018 года. Кампания началась 28 мая 2017 года, когда пленум ЦК партии «Коммунисты России» выдвинул Сурайкина кандидатом для участия в выборах. Во время кампании Сурайкин заявил, что он рассчитывает на победу или, как минимум, на 2-е место. По итогам выборов Сурайкин набрал 499 342 голоса (0,68 %), заняв 7-е место.

## Выдвижение
В декабре 2016 года стало известно, что партия «Коммунистов России» планирует выдвинуть Максима Сурайкина кандидатом в президенты. 28 мая 2017 года пленум ЦК партии «Коммунисты России» принял решение о выдвижении Максима Сурайкина кандидатом в президенты. Сурайкин отметил, что что «готов выполнить любое решение партии», в рядах которой много «достойных людей, имеющих большой опыт», а также то, что «если объявлять кандидата только в декабре, у партии не будет времени донести информацию о нём до общества».
В ноябре 2017 года Максим Сурайкин был одним из кандидатов, выдвинутых Левым фронтом как единый кандидат от левой оппозиции. По результатам голосования на сайте Левого фронта Сурайкин набрал 59 голосов.
24 декабря 2017 года Максим Сурайкин был официально выдвинут кандидатом на выборы президента на съезде «Коммунистов России». В тот же день он подал документы в Центральную избирательную комиссию.
8 февраля 2018 Максим Сурайкин был официально зарегистрирован кандидатом в президенты.

## Предвыборная программа
Программа Сурайкина состояла из двух основных пунктов: что он будет делать в первые сто дней и в переходный период между капитализмом и социалистической системой. В первые сто дней своего президентства Сурайкин собирался:
- дать публичную клятву у мавзолея Ленина в том, что «он сделает всё возможное для возвращения страны на путь социализма, восстановления власти Советов»,
- отправить в отставку правительство Дмитрия Медведева (за исключением министра обороны и министра иностранных дел),
- инициировать процесс подготовки новой Конституции на основе Конституций 1936 и 1977 годов,
- издать указ «О национализации собственности частных и юридических лиц, участвовавших в присвоении общенародной собственности в 1991—1993 годах», а чтобы реализовать его — распустить Федеральное собрание и ввести в стране чрезвычайное положение, «предусматривающее, в частности, запрет на выезд из страны лиц, замещавших с 1991 года по настоящее время государственные должности, начиная с должности советника государственно-гражданской службы РФ третьего класса»,
- обнулить процентную ставку рефинансирования,
- приостановить действие всех коммерческих банков и передать их активы ЦБ,
- запретить производство ГМО,
- ликвидировать ОАО «РЖД» и восстановить на его базе Министерство путей сообщения,
- запретить деятельность всех частных авиакомпаний, ввести внешнее управление в ПАО «Аэрофлот» для обеспечения фиксированных тарифов на пассажирские перевозки,
- обязать все религиозные организации вернуть в собственность государства любое недвижимое имущество, ранее принадлежавшее государству и переданное церкви после 1991 года и лишить их всех налоговых льгот,
- восстановить праздник Октябрьской революции 7 ноября,
- признать ДНР и ЛНР[9].

## Ход кампании
Подписи в поддержку Сурайкина стали собирать перед новогодними праздниками. 22 января 2018 года Сурайкин сообщил, что было собрано 170 тысяч подписей при необходимых 100 тысячах. 31 января 2018 года Максим Сурайкин передал подписи в ЦИК. 6 февраля 2018 года ЦИК проверил подписи избирателей, в ходе чего было признано недействительными 3,72 % подписей в поддержку Сурайкина при максимально допустимых 5 % брака.
27 января 2018 года Максим Сурайкин посетил Санкт-Петербург, тем самым начав своё предвыборное турне по стране. Сурайкин побывал на мероприятиях, посвящённых 74-й годовщине снятия блокады Ленинграда, где почтил память жертв блокады и возложил цветы на Пискарёвском мемориальном кладбище. Позже он посетил выставку автомобильной техники времен войны и встретился с жителями Калининского района Санкт-Петербурга.
9 февраля 2018 года Сурайкин посетил Рязань, в ходе чего он возложил цветы к памятнику Ленину и посетил местные рынки и фабрики.

## Результаты
Сурайкин проиграл выборы, набрав 499 342 голоса (0,68 %) и заняв 7-е место в списке кандидатов. Наибольшую поддержку Сурайкин получил в Северной Осетии (1,81 %) и в Татарстане (1,68 %).
После своего поражения Сурайкин раскритиковал результаты выборов, заявив: «Мы знаем, как работает наша избирательная система». Сурайкин сказал, что его «реальный результат» должен был составлять от 15 % до 20 %, но не исключил, что «уникальная избирательная система в итоге даст меньше процента». Он заявил: «Я предупреждаю всех членов комиссии, всех руководителей комиссии, где у вас ноль, ребята, мы к вам придём. Мы изучим эти результаты и добьёмся уголовной ответственности для фальсификаторов. Мы достаточно сильная партия». Сурайкин также пообещал, что будет баллотироваться в следующих президентских выборах 2024 года.

Результаты Максима Сурайкина на президентских выборах в России 2018 года

## Критика
28 февраля 2018 года принадлежащий КПРФ телеканал «Красная линия» опубликовал сюжет, в котором Максим Сурайкин обвиняется в копировании идеи и основных моментов предвыборного видеоклипа Павла Грудинина. Видеоролик Сурайкина, как и видеоролик Грудинина, начинается с изображения вращающейся Земли, одинаковых графики, шрифта и расположения надписей. Кроме того, в конце ролика Сурайкина появляется логотип, точно такой же, как и логотип Грудинина, а финальная заставка и надпись идентичны заставке и надписи ролика Грудинина, за исключением фотографий. По итогу Сурайкина обвинили в спойлерстве и том, что копирование видео сделано для того, чтобы запутать избирателей.